# Ибрагимов, Рустам Маратович
Рустам Маратович Ибрагимов (узб. Rustam Maratovich Ibragimov; род. 24 июня 1975) — узбекский экономист. Профессор финансов и эконометрики Школы бизнеса Имперского колледжа Лондона, главный научный сотрудник Центра эконометрики и бизнес-аналитики СПбГУ. Кандидат физико-математических наук и доктор философии (PhD) по экономике.

## Биография
Рустам Ибрагимов в 1996 году окончил с отличием математический факультет Ташкентского государственного университета. Через год защитил диссертацию на соискание учёной степени кандидата физико-математических наук на тему «Оценки моментов симметрических статистик». Впервые в истории Узбекистана  дипломная работа в качестве исключения была принята на соискание на степень кандидата наук.
Продолжил обучение в США, в 2000 году окончил магистратуру по экономике в Центральном Мичиганском университете, а в 2005 году в Йельском университете под руководством профессора Питера Филлипса защитил диссертацию на тему «New Majorization Theory in Economics and Martingale Convergence Results in Econometrics» и получил степень PhD in Economics.
С 2005 по 2012 годы преподавал в Гарвардском университете. С 2012 года — профессор финансов и эконометрики Школы бизнеса Имперского колледжа Лондона. За свою академическую карьеру также занимал приглашенные должности в Кембриджской бизнес-школе, Наффилдском колледже в Оксфорде, Колумбийском университете, Университете Иннополис, Казанском федеральном университете и других научно-образовательных центрах бывшего СССР.
В 2016 году в рамках гранта Российского научного фонда совместно с профессором Университета Сиднея Артёмом Прохоровым организовал на базе Санкт-Петербургского государственного университета междисциплинарный Центр эконометрики и бизнес аналитики (ЦЭБА).
В 2020 году вместе Артёмом Прохоровым и Станиславом Урясьевым получил грант Австралийского научного совета на $321 тыс. на исследование «Diversification failures and improved measures of uncertainty».
Научные интересы Рустама Ибрагимова включают моделирование кризисов на финансовых и экономических рынках и анализ их влияния на свойства ключевых моделей в экономике и финансах; разработка надежных эконометрических и статистических методов вывода и их применение в финансовой эконометрике. Его исследования публиковались в ведущих изданиях по финансам, экономике, эконометрике и статистике, таких как  Journal of Financial Economics,  the Review of Financial Studies, Management Science, the Journal of Business and Economic Statistics, the Review of Economics and Statistics, the Journal of Econometrics, Econometric Theory, Annals of Probability и другие. Является членом редколлегии журналов Econometric Theory (с 2010), Journal of Empirical Finance (с 2020) и российского журнала «Квантиль».